# Ротенберг, Сьюзен
Сью́зен Ро́тенберг (англ. Susan Rothenberg; 20 января 1945[…], Буффало, Нью-Йорк — 18 мая 2020, Galisteo, Нью-Мексико) — американская художница, живописец-абстракционист, гравёр, рисовальщик, в числе первых в США освоившая стилистику неоэкспрессионизма, применяющая ограниченный набор образных схем и построений, насколько внешне простых, настолько же эмоционально действенных.

## Биография
Сьюзен Ротенберг родилась в Буффало, штат Нью-Йорк, в 1945 году. К занятиям живописью она приступила очень рано: первые опыты относятся к ранним 50-м годам, когда ей не было и десяти. С начала 1960-х Сьюзен посещала художественные классы при галерее Олбрайт-Нокс (Музей Буффало, штат Нью-Йорк).
Училась на отделении изобразительных искусств Корнеллского университета (Итака, штат Нью-Йорк) в 1962—1965 годах. Летом 1964 года она изучал скульптуру в Университете штата Нью-Йорк, Буффало. Степень бакалавра искусств получила в Корнеллском университете в 1967 году.
В середине 1960-х испытала влияние творчества таких художников, как Лукас Самарас, Ларри Пунс, Джаспер Джонс и Роберт Моррис.
Сьюзен Ротенберг переехала в Нью-Йорк в 1969 году, когда на местной художественной сцене преобладали концептуализм и различные версии геометрической абстракции.
Первый массив работ, созданных художницей на основе самостоятельно разработанных ею приёмов, представлял собой серию крупных холстов в технике акриловой живописи, содержащих изображения лошадей в натуральную величину, написанных энергично и в обобщённой манере. Работы были показаны на выставке в одной из галерей в Сохо на Манхэттене в 1975 году.
В 1970-х годах в Нью-Йорке, когда на художественной сцене почти полностью доминировала теория и эстетика минимализма, эти выбивающиеся из колеи вещи заставили говорить о живописи Сьюзен Ротенберг как о принципиально новом и значительном явлении. Критики писали о возвращении к фигуративному искусству, о «Новой фигуративности».
В 1990 году Сьюзен Ротенберг переезжает из Нью-Йорка на ранчо в Нью-Мексико; вновь обращается к масляной живописи и погружается в упорный процесс «переплавки» сохранённых памятью наблюдений и переживаний в материю красок.
Художница по-прежнему восхищалась такими корифеями абстрактного экспрессионизма, как Филип Гастон, Джексон Поллок, Виллем де Кунинг или Клиффорд Стилл, и это восхищение давало о себе знать в её работах.
В 2003 году в Стокгольме Шведской Королевской академией искусств Сьюзен Ротенберг была вручена международная Премия Рольфа Шока за достижения в области визуальных искусств.
Сьюзен Ротенберг жила и работала на принадлежащем ей ранчо площадью 750 акров, в 40 км к югу от Санта-Фе (Нью-Мексико, США).

## Музейные коллекции
- Денверский художественный музей, Денвер, штат Колорадо
- Национальная галерея искусства, Вашингтон, округ Колумбия[17]
- Музей искусств округа Лос-Анджелес[18]
- MoMA, Нью-Йорк[19]
- Бруклинский музей
- Портлендский художественный музей (Орегон)
- Музей Уитни, Нью-Йорк[20]
- Музей Гуггенхайма
- Филадельфийский музей
- Чикагский институт искусств[21]
- Бруклинский музей
- Тейт Модерн[22]
- Художественный музей Кливленда[23]